# Live 2003
Live 2003 és un àlbum en directe de la banda anglesa de rock alternatiu Coldplay. La compilació inclou els concerts filmats al Hordern Pavilion de Sydney els dies 21 i 22 de juliol de 2003. El disc es va publicar el novembre de 2003 com a segon treball en directe del grup després de l'EP Trouble – Norwegian Live EP (2001).

## Llista de cançons

### Disc 1 (DVD)
| Núm.          | Títol                            | Durada |
| ------------- | -------------------------------- | ------ |
| 1.            | «Politik»                        |        |
| 2.            | «God Put a Smile upon Your Face» |        |
| 3.            | «A Rush of Blood to the Head»    |        |
| 4.            | «Daylight»                       |        |
| 5.            | «Trouble»                        |        |
| 6.            | «One I Love»                     |        |
| 7.            | «Don't Panic»                    |        |
| 8.            | «Shiver»                         |        |
| 9.            | «See You Soon»                   |        |
| 10.           | «Everything's Not Lost»          |        |
| 11.           | «Moses»                          |        |
| 12.           | «Yellow»                         |        |
| 13.           | «The Scientist»                  |        |
| 14.           | «Clocks»                         |        |
| 15.           | «In My Place»                    |        |
| 16.           | «Amsterdam»                      |        |
| 17.           | «Life Is for Living»             |        |
| Durada total: | Durada total:                    | 91:47  |

### Disc 2 (CD)
| Núm.          | Títol                            | Durada |
| ------------- | -------------------------------- | ------ |
| 1.            | «Politik»                        | 6:36   |
| 2.            | «God Put a Smile upon Your Face» | 4:57   |
| 3.            | «A Rush of Blood to the Head»    | 6:51   |
| 4.            | «One I Love»                     | 5:08   |
| 5.            | «See You Soon»                   | 3:29   |
| 6.            | «Shiver»                         | 5:26   |
| 7.            | «Everything's Not Lost»          | 8:48   |
| 8.            | «Moses»                          | 5:29   |
| 9.            | «Yellow»                         | 5:36   |
| 10.           | «Clocks»                         | 5:33   |
| 11.           | «In My Place»                    | 4:13   |
| 12.           | «Amsterdam»                      | 5:22   |
| Durada total: | Durada total:                    | 67:28  |